# Patinaj viteză la Jocurile Olimpice de iarnă din 2022 - 5.000 metri (feminin)
Proba de patinaj viteză 5.000 metri feminin de la Jocurile Olimpice de iarnă din 2022 de la Beijing, China a avut loc pe 10 februarie 2022 la Arena națională de patinaj viteză.

## Program
Orele sunt orele Chinei (ora României + 6 ore).
| Dată         | Ora         | Rundă          |
| ------------ | ----------- | -------------- |
| 10 februarie | 20:00–21:16 | Serii + Finală |

## Rezultate
Rezultate oficiale.
| Loc | Pereche | Pistă | Nume                   | Țară     | Timp    | Diferență | Note |
| --- | ------- | ----- | ---------------------- | -------- | ------- | --------- | ---- |
| 1   | 6       | I     | Irene Schouten         | Olanda   | 6:43,51 |           | RO   |
| 2   | 5       | I     | Isabelle Weidemann     | Canada   | 6:48,18 | +4,67     |      |
| 3   | 4       | I     | Martina Sáblíková      | Cehia    | 6:50,09 | +6,58     |      |
| 4   | 6       | E     | Francesca Lollobrigida | Italia   | 6:51,76 | +8,25     |      |
| 5   | 5       | E     | Ragne Wiklund          | Norvegia | 6:56,34 | +12,83    |      |
| 6   | 3       | E     | Natalya Voronina       | COR      | 6:56,99 | +13,48    |      |
| 7   | 3       | I     | Sanne in 't Hof        | Olanda   | 6:59,77 | +16,26    |      |
| 8   | 4       | E     | Misaki Oshigiri        | Japonia  | 7:01,17 | +17,66    |      |
| 9   | 1       | E     | Maryna Zuyeva          | Belarus  | 7:02,91 | +19,40    |      |
| 10  | 1       | I     | Momoka Horikawa        | Japonia  | 7:06,92 | +23,41    |      |
| 11  | 2       | I     | Han Mei                | China    | 7:08,37 | +24,86    |      |
| 12  | 2       | E     | Magdalena Czyszczoń    | Polonia  | 7:21,49 | +37,98    |      |